# 小倉工業団地
小倉工業団地（おぐらこうぎょうだんち）は京都府舞鶴市が造成した工業団地。
国道27号に隣接しており、舞鶴若狭自動車道舞鶴東ICへもアクセスが容易である。現在、6社が操業している。

## アクセス
- 舞鶴港
- 国道27号に隣接
- JR舞鶴線・東舞鶴駅より約4km
- 舞鶴若狭自動車道舞鶴東インターチェンジより約2km

## 主な進出企業
- 日立造船東舞鶴事業所【造船】
- Hitzハイテクノロジー舞鶴事業所【機械金属】
- 平和熔工所本社・舞鶴工場【機械金属】
- ヤマト運輸東インターセンター【運輸】